# Boku no Chikyū o Mamotte
Boku no Chikyū o Mamotte (яп. ぼくの地球を守って, укр. Прошу, врятуй мою Землю) — сьодзьо-манга автора Сакі Хiвaтaрi та науково-фантастичне OVA-аніму виробництва студії Production I.G. Манга була опублікована видавництвом Hakusensha починаючи з 1986 по 1994 рік в журналі Hana to Yume й зібрало у собі 21 том (танкобон). Серіал був адаптований в формі шести частин OVA починаючи з 1993 року. Це історія про шість близьких одне до одного підлітків і сіми-річного хлопчика, які бачать спільні сни про їх минулі життя, у ролі іншопланетних вчених, які спостерігали за Землею з Місяця.
Продовження манги, Embraced by the Moonlight, публікувалося у щомісячнику Hana to Yume а також у спеціальному журналі видання, Hana to Yume Plus. З тих пір її називають Я співаю з Землею.

## Сюжет
Історія зосереджується навколо гімназистки Аліси Сакагучі, її семи-річного сусіда Рін Кобаяші, і п'яти інших студентів-підлітків, які мають повторювані колективні сни про групу іншопланетян-науковців що розмістилися на Місяці задля спостереження і збору даних про Землю.
Аліса, що переїхала разом з батьками та братом до Токіо з Хоккайдо. Спочатку, коли новенька у класі підслуховує розмову Джінпачі й Іссей за стінами школи, та чує він них, що вони «інакші», вона думає що між цими двома хлопцями вівдбуваються романтичні стосунки. Але потім Аліса дізнається, що однокласники Джінпачі та Іссей бачать сни про своє минуле життя, i сцена за стінами школи пояснювалася тим, що в останньому сні Іссей (у минулому житті — дівчина) та Джінпачі займалися коханням. Саме через це вони зніяковіли. Почувши цю історію, Аліса не поспішає вірити, поки вона сама не бачить одне з цих «місячних сновидінь». Через природу цих снів, як в Іссей, що завжди їх бачив, потім і його друг Джінпачі, а тепер, коли Аліса представила третю точку зору, вони починають вірити, що є люди, які бачать ці сни, — ще четверо науковців з їхніх «місячних снів» можуть бути знайдені серед реінкарнацій у цей час.
I вони починають пошуки. Вигадують три плани, щоб шукати усіх інших людей в надії зрозуміти сенс цих снів. Після того, як пропозиція від Іссей шукати інших чотирьох науковців через містичний журнал прийнята, проходить трохи часу і вони, нарешті, змогли вступити в контакт з іншими чотирма реінкарнаціями. Але, як тільки шість підлітків і одна дитина починають по шматочках збирати та розуміти зміст їх снів, вони почали розуміти, що їхні «сни» не просто мрії, а скоріше пригнічені спогади про свої минулі реінкарнації (у ролі науковців з Місяця), що закінчилися трагічно. І тепер, коли їхня «гра» починає розплутуватися, діти-підлітки повинні прагнути дійти згоди у тому, що сталося в їхніх минулих життях, як їм боротися, щоб запобігти конкуренції їхіх минулих втілень у новому житті, заздрощам і сумнівним діям, спогади яких перенеслись на свої нові втілення (реінкарнації).

## Розвиток
Please Save My Earth, як для ранньої манги, які раптово стали популярними для багатьох різних професій манга-художників, є ілюстрацією розвитку і переходу Хiвaтaрi Сакі від новачка до досвідченого мангаки. Різниця в стилі між обсягом 1 і обсягом 21 манги досить різкі.
Серія має ряд аніме-шанувальників й манги по всьому сюжету випуску манги.
Обсяг 5 манги
Характеристики персонажів Іссей та сестра Кьоко згадується тут, як під впливом Осаму Тезука і дає шану до класичного стилю художників Shōjo-манги, таких як Міяко Maki, Maкoтo Такахаші,  Хідеко Мізуно й Ісіноморі Сетаро.
З томі 16 і далі, в розділі «Коментарі редактора» була виключена з адаптації англійською мовою у Viz Media, як P. Duffield, редактор і тільки він один відповідав за них, більше не працював над проектом, як було згадано в заключному відрізку «Коментарі редактора» в томі 15.

## Медіа

### Maнґa
Please Save My Earth було написано і намальовано на Сакі Хiвaтaрi. Серія була створена й публікувалася Hakusensha у щомісячному сьодзьо (спрямованого на дівчаток-підлітків) манга-журналі Hana to Yume з 1987 по 1994 рік. Серійні внески були зібрані, без глав та підрозділів, в 21 том-танкобон. Ця серія була пізніше випущена в 12 томах bunkoban в 1998 році.

### OVA
Please Save My Earth був адаптований як OVA режисером Казуо Ямазакі і вироблений Production I.G. Шість епізодів OVA-аніме охоплюють приблизно першу половину сюжетної лінії манґи. Вона має ліцензію Viz Media англійською мовою. Станом на вересень 2007 року її випущено.
Please Save My Earth Sōshūhen Kanzenban: Alice kara, Rin Kun e (яп. ぼくの地球を守って 総集編完全版 〜亜梨子から、輪くんへ〜, Boku no Chikyū o Mamotte Sōshūhen Kanzenban Arisu kara, Rin Kun e) — це 99 хвилинна збірка OVA де Аліса, згадує про події головного OVA, оскільки вона знаходиться на шляху, аби зустрітися з Рін в парку.
Please Save My Earth Music Image Video: Kin'iro no Toki Nagarete (яп. ぼくの地球を守って MUSIC IMAGE VIDEO 〜金色の時 流れて〜, Boku no Chikyū o Mamotte　Myūjikku Imēji Bideo Kin'iro no Toki Nagarete)  — містить шість кліпів з кадрами, яких глядачі не бачили в головному OVA і сценами, взятими з манґи, а також з дещо іншої версії OVA, яка йде послідовно і логічно закінчуються у цьому відео зображеннями.

## Сприйняття
У 2006 році більше 15 мільйонів екземплярів Please Save My Earth було продано в Японії, що робить мангу одною з найбільш продаваних коли-небудь сьодзьо-манга.
Починаючи з 8 тому манги, з'явилася дизклеймер в нижній частині першої сторінки кожного тому компіляції, заявляючі, що ця історія повністю вигадана. Це було пов'язано з тривожними листами до Хіватарі, отримані від людей, які були переконані в тому, що вони були частиною Місячного суспільства вчених (або хоча б одним з самих місячних вчених). Ці відмови з тих пір з'явилися в його інших роботах, особливо на перших сторінках кожного тому Global Garden.
Кілька художників манга цитують, посилаючись на Please Save My Earth як на той, що сильно вплинув на них, в тому числі Наоко Такеючі[джерело?] та Біско Хаторі.